# カストラート
カストラート（イタリア語: castrato）は、近代以前のヨーロッパに普及した去勢された男性歌手（同じ語源の英語の動詞 castrate は「去勢する」という意味である）。

## 概要
思春期発来前（タナー段階Ⅰ度）の男児を去勢することにより男性ホルモンの分泌を抑制し、男性の第二次性徴期に顕著な声帯の成長を人為的に妨げ、変声期（いわゆる「声変わり」）をなくし、ボーイ・ソプラノ時の声質や音域をできうる限り持続させようとしたもの。一方で成長ホルモンは分泌されるため、身長や胸郭は通常どおり成長し、胸郭をはじめとする骨格や肺活量の成長などは成人男性とほとんど変わらず、声のトーンや歌声の持続力は未成年や女性歌手では再現できないといわれる。彼らの声は美声で甘く、野性的でそれでいてとても官能的だったと言われる。
去勢の結果、感情的にはやや不安定になる傾向にあるが、それが歌唱の際の感情表現に役立つという説もあり、また、脂肪が多くなり小太りになりやすい傾向は、歌う際の声質に有利に働くとの説もある。一方、現在のソプラノ歌手の歌唱や声量などについての議論も含め、体型や情緒面などと実際の歌唱との関係には不明な点や疑問点も多い。
その音域や声質により「ソプラノ・カストラート」・「メゾソプラノ・カストラート」・「アルト・カストラート」などに分かれていた。現在は人道的理由から存在しないため、当時のオペラなどのこのパートを再現する場合には、ソプラノやメゾソプラノやアルトなどの女性歌手、あるいはボーイ・ソプラノ、成人男性であればカウンターテナーとソプラニスタで代用される。しかしながら、当時意図的に存在させた理由があるように、既成のパートではそれぞれの特色面でこれに欠ける点があり、完全な再現は不可能といわれる。つまり、ボーイ・ソプラノは声質や音域には問題がないが声量や持続力など体力的に難があり、カウンターテナーはファルセットのために高音部の声質に難があり、女声は声質自体が異なり軽く細い傾向にあるという点などである。

## 起源・歴史

### 盛衰の歴史
歌う目的で一般化したのは1550年 - 1600年ごろのローマといわれている。途中、イタリアを中心に教会音楽からオペラに進出し、1650年ごろから1750年ごろにかけてヨーロッパ各地でそのピークを迎える。途中、ナポレオンが禁止令を出したが廃れることはなかった。オペラなどでのブームが過ぎ去った後もローマのカトリック教会では継続していた。1878年に、英明で知られた時のローマ教皇レオ13世が、人道的見地からこれを禁止させた。

### 登場の背景
教会内で女性は沈黙を保たなくてはならなかったため、歌を歌うことは許されなかった。よって、変声期前の男声（現在のボーイ・ソプラノに近い形態）で構成されていた。しかし、変声期を迎えるとどうしても声質が変わってしまった為、それを抑える目的で意図的に男子を去勢することが始まったとされる。また教会内で行う演劇においても女性が参加することができず、少年では役柄の関係や声量が足りないことから、変声期前の声質を保った男性が必要とされた。
実際には、変声期直前のボーイ・ソプラノの声質を有した少年が、偶発的な事故か病気のために睾丸を除去せざるをえない状態となり、変声期後の年齢になっても声質を保っていたことから、その後は意図的に行われるようになったという説が有力である。
他方、去勢者、宦官の歴史は古く、マタイによる福音書19章12節の記述「母の胎内から独身者に生れついているものがあり、また他から独身者にされたものもあり、また天国のために、みずから進んで独身者となったものもある」中の「独身者」とは、ヴルガータ訳ラテン語聖書では「去勢者（宦官）」を意味するeunuchi（複数形）である。ここから、初期キリスト教会に去勢者が存在していた可能性があり、これがカストラートの遠因となったとも考えられる。

### 最盛期
そのピークには、毎年4,000人以上にも及ぶ7 - 11歳の男子が去勢されたとの記録が残っていて、次第にその候補は下層階級へと移ってゆき、主にその親が一旗挙げる目的や、口減らし目的に利用した。しかしながら、当時の医療体制の未熟さや衛生環境などにより、去勢手術を受けた多くの男子の命が感染症などで失われたと推測される。さらには、去勢される対象の男子が、それ以前よりボーイ・ソプラノなどの技術や音楽知識を有していなくてはならず、手術を受けたものの歌手としての素養のない者も多く（あくまで今日の視点から後付けで判断して）親の欲求のために無駄に去勢されてしまったといってもいいような男子も多かったと推測される。
最も有名なカストラートの一人、カルロ・ブロスキ（1705年1月24日 - 1782年1月25日）は、ナポリに生まれ、通称ファリネッリと呼ばれ、1994年に彼を主人公とした映画『カストラート』が作られた。その音域は3オクターヴ半あったといわれている。
その他、セネジーノ、カファレッリ、グァダーニなど、多くのカストラートがオペラ界に進出して当時の社会現象ともなり、実際にその歌声を聞いて失神する上流階層の女性も少なくなかったという記録も残っている。また、2 - 3か月公演するだけでその国の首相の年俸を超える収入を得る者も出てきたという。
幼少時のベートーヴェンは、ボーイ・ソプラノとしても類稀な才能を有していたために周辺の人々からカストラートにされることが望まれたが、父親ヨハンの反対により実現せず、ベートーヴェン本人は後に作曲家となった。
18世紀のイタリアオペラは地元の唯一にして最大の娯楽であり、今でいうテレビドラマのようなものであり、多くの作品が大量生産されていた。当時の劇場は上品に観劇する場ではなく観客の乱痴気騒ぎの場であり、カデンツァなどの即興や超絶技巧がもてはやされた。壇上の俳優も観客に輪をかけて慎みが無い存在で、尚且つ、作品の台本通りにしか演じられない役者は下の下とみなされ、彼らはオペラ全体の芸術性ではなく、自分自身の虚栄心や競争心のアピールに励み、作家や作曲家に台本の変更を強要した。こうした風潮もカストラートがもてはやされた理由の一つであった。

### 消滅期
前述の様な経緯で廃止、消滅の道を辿った。ベルリオーズが19世紀半ばに出版した『管弦楽法』の中では、カストラートはすでに「ほとんど完全に姿を消しつつある」状態だったという。彼はローマでカストラートの歌声に接しているが、その状況を「それほど悔やまれることではない」としている。
ベルリオーズらによって、オペラは演じる俳優の物からオペラ作家と興行主の物へと変わり、次第にオペラから凝った技巧は排除されていった。重厚な演奏が重要視されるようになったため、楽器の数が増大し、勝手に台本を変えることは困難となる。その結果、役者は台本通りに演じることを強いられるようになり、オペラの舞台から即興の余地は無くなった。こうしてカストラートは姿を消していった。
記録に残る歴史上最後のカストラート歌手は1922年に死去したアレッサンドロ・モレスキであり、20世紀初頭の録音が残されているが、年齢的にはピークの時期をおよそ過ぎてからのものである。

## 修行
カストラートを育成したのはイタリアの音楽院であった。それらの多くは孤児院を母体としており、そこが孤児たちに聖歌などを歌わせるアルバイトをさせていた事から音楽に特化した学校が生まれたと考えられる。そこでの学生の生活は厳しかったようで、狭い宿舎に押し込まれ、食事はサラダとチーズだけ等と食事も十分とは言えなかったらしい。カストラート候補生は他の音楽学生よりは優遇されていたそうだが、虐めがあったらしく脱走率が高かった。カストラート候補生は学生時代から様々なアルバイトをさせられていたが、その中でも著名だったのが両性具有者とみなされて天使の役として子供の葬儀で歌を歌う「少天使」であった。他にも歌を歌う様々な仕事をさせられており、時代が下るにつれ音楽学校は収入源としてこれらの仕事を増やしていった。

## ボーイ・ソプラノ等との違い
- ボーイ・ソプラノは、変声期前の男声（現在は、変声期前の女声で構成されることも多い）で、これらの中では最も一般的に知られている。
- カウンターテナーは、変声期後の男性が裏声（ファルセット）で女声のアルトからメゾソプラノに匹敵する音域を歌う形式。
- ソプラニスタ（ソプラニスト）は、カウンターテナーの一種で、特に高い､女声のソプラノに匹敵する音域で歌う歌手のこと。通常はファルセットを使用するが、稀なケースでは成人男性が地声で歌う場合もある。そのような歌手としては、内分泌器官の関係で声変わりしなかったRadu MarianやJorge Cano、また内分泌以外の原因で声帯が変化しなかったMichael Maniaciなどがいる。日本では岡本知高が有名。最もカストラートの声質に近いともいわれているが、先天的な要素にも大きく左右される。

## 関連作品

### カストラートのための楽曲
- オペラ「セルセ」のアリア「オンブラ・マイ・フ」（ヘンデル作曲）
- モテット「エクスルターテ・ユビラーテ」（モーツァルト作曲）

### 小説
- アン・ライス(Anne Rice)著・柿沼瑛子訳『トニオ、天使の歌声（上・下）』扶桑社ミステリー（2001年10月）ISBN 4594032958（上）ISBN 4594032966（下）
- 高野史緒著『カント・アンジェリコ』講談社（1996年8月）ISBN 4062083272
- 髙樹のぶ子著『ナポリ魔の風』文藝春秋(2003年10月) ISBN 4163222502
- キングズリイ・エイミス（Kingsley Amis）著、橋本宏訳『去勢（原題-THE ALTERATION）』サンリオSF文庫 （1983年3月）ASIN B000J7EKAU
- トーマス・マン（Thomas Mann）著、『ファウストゥス博士（原題-Doktor Faustus）』（架空の作曲家アードリアーン・レーヴァーキューンの『デューラーの木版画による黙示録（原題-Apocalipse cum figuris）』という曲が、1926年フランクフルト・アム・マインの「国際現代音楽協会」祭でクレンペラー指揮の下初演され、エルプという宦官タイプ〈原文- ein Tenorist eunuchalen Typs〉のテノール歌手が難しいパートを歌う）。
- ドミニック・フェルナンデス著『ポルポリーノ』
- オノレ・ド・バルザック著『サラジーヌ』

### 映画
- 『カストラート』（1994年、フランス・イタリア・ベルギー合作